# Филобазидиевые
Филобазидиевые (лат. Filobasidiales) — порядок грибов из класса Тремелломицеты (Tremellomycetes). Отличаются от других грибов отсутствием макроскопических базидий.

## Классификация
Систематики не пришли к единому мнению по поводу классификации порядка. По мнению одних, в порядок входят всего 3 вида:
- Семейство Filobasidiaceae L.S. Olive
  - Род Filobasidium L.S. Olive
    - Filobasidium capsuligenum
    - Filobasidium floriforme
    - Filobasidium uniguttulatum

По данным сайта MycoBank, на апрель 2017 года к порядку относят следующие таксоны до рода включительно:
- Семейство Filobasidiaceae L.S. Olive
  - Род Filobasidium L.S. Olive (11 видов)
  - Род Goffeauzyma X.Z. Liu, F.Y. Bai, M. Groenew. & Boekhout (8 видов)
  - Род Heterocephalacria Berthier (4 вида)
  - Род Naganishia Goto (16 видов)
- Семейство Piskurozymaceae X.Z. Liu, F.Y. Bai, M. Groenew. & Boekhout
  - Род Piskurozyma X.Z. Liu, F.Y. Bai, M. Groenew. & Boekhout (10 видов)
  - Род Solicoccozyma X.Z. Liu, F.Y. Bai, M. Groenew. & Boekhout (8 видов)